# Syrphoctonus dimidiatus
Syrphoctonus dimidiatus är en stekelart som först beskrevs av Franz Paula von Schrank 1802.  Syrphoctonus dimidiatus ingår i släktet Syrphoctonus och familjen brokparasitsteklar. Arten är reproducerande i Sverige. Inga underarter finns listade i Catalogue of Life.